# Over-the-Rhine
Over-the-Rhine est un quartier de la ville de Cincinnati, dans l'État américain de l'Ohio. Il est considéré comme l'un des districts historiques urbains les plus grands et les mieux conservés des États-Unis.

## Étymologie
Lors de sa création, le quartier était séparé du centre-ville par le canal de Miami à Erie (en), surnommé le Rhin par la population allemande locale. Pour s'y rendre depuis le centre de Cincinnati, il fallait donc passer « par-dessus le Rhin » (« over the Rhine »). Le canal devient un métro dans les années 1920.

## Histoire
Le quartier est fondé dans les années 1830 par des immigrants allemands,. Au milieu du XIXe siècle, de nombreux Allemands rejoignent les États-Unis après l'échec de la révolution de Mars, beaucoup s'installent dans le quartier. À l'aube du XXe siècle, Over-the-Rhine compte 45 000 habitants. Le quartier accueille alors de nombreuses brasseries. Cependant, la prohibition et le sentiment anti-allemand durant la Première Guerre mondiale font fuir de nombreux habitants du quartier, auxquels succèdent des Irlando-Américains originaires des Appalaches. Dans les années 1950, la destruction du quartier voisin de West End (en) oblige de nombreux Afro-Américains à déménager à Over-the-Rhine. Le quartier s'appauvrit peu à peu et ne compte plus que 12 000 habitants en 1980.
Over-the-Rhine devient l'un des endroits les plus dangereux de Cincinnati, voire du pays,. En 2001, le quartier est touché par des émeutes ethniques, après la mort d'un jeune Afro-Américain tué par un policier blanc,. Après les émeutes, le quartier continue de perdre de la population (moins de 5 000 habitants en 2007). Par ailleurs, de nombreux édifices sont proches de l'effondrement. En 2006, le fonds national pour la préservation historique (National Trust for Historic Preservation) classe le quartier parmi les sites historiques les plus menacés du pays.
À la fin des années 2000, le quartier connaît une importante restauration, notamment portée par le Cincinnati Center City Development Corp (3CDC) qui restaure plus d'une centaine de monuments classés. Over-the-Rhine connaît depuis un embourgeoisement avec notamment l'arrivée de boutiques, restaurants et galeries d'art,,.

## Architecture
S'étendant sur 146,7 hectares (1,47 km2) et comptant plus de 1 100 bâtiments, Over-the-Rhine est l'un des plus grands districts urbains classés au Registre national des lieux historiques (avec le Vieux carré français de La Nouvelle-Orléans et les districts historiques de Charleston et Savannah),.
Une grande partie des bâtiments d'Over-the-Rhine sont de style italianisant et datent du XIXe siècle. Le quartier représente la plus grande concentration d'édifices italianisants du pays. Ce style architectural était en effet particulièrement populaire à Cincinnati entre 1860 et 1880. Le quartier compte également plusieurs bâtiments de style Greek Revival (1830-1860) ou Queen Anne (1880-1910) ainsi que quelques rares édifices néogothiques (1850-1870) et Art déco (1930-1950). Les corniches, qui décorent un grand nombre d'édifices du quartier, sont un élément typique d'Over-the-Rhine.

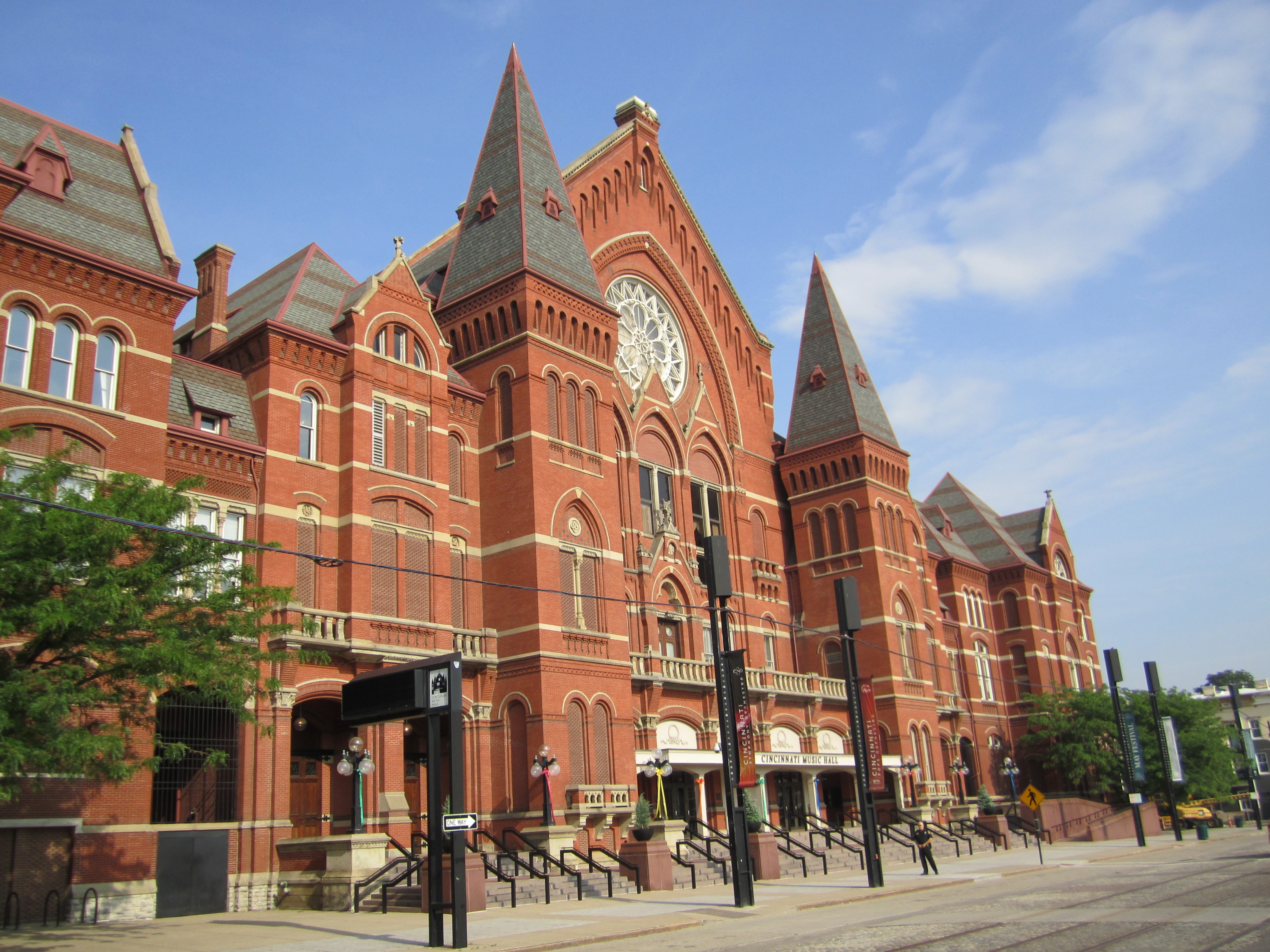
Cincinnati Music Hall
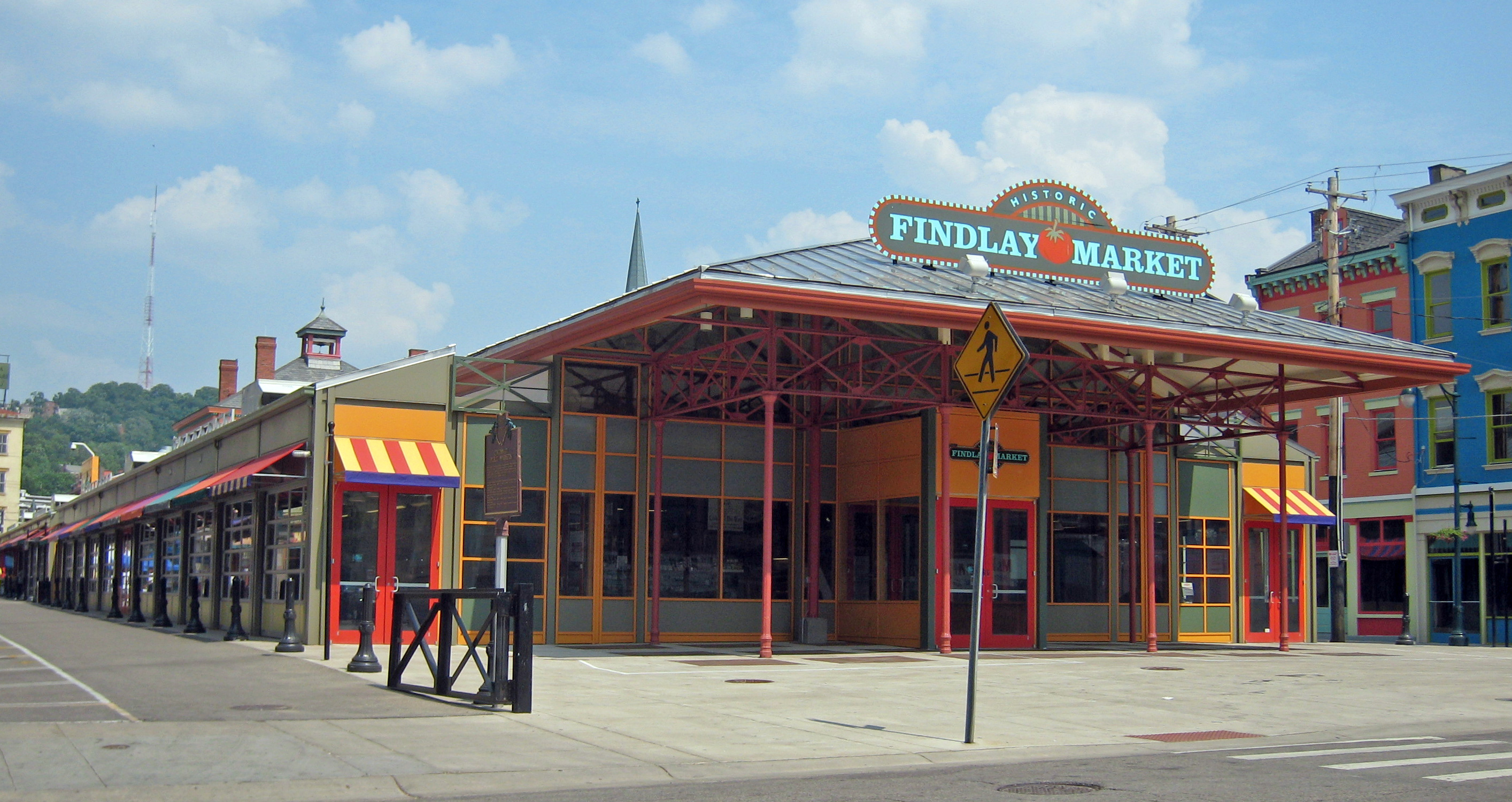
Findlay Market
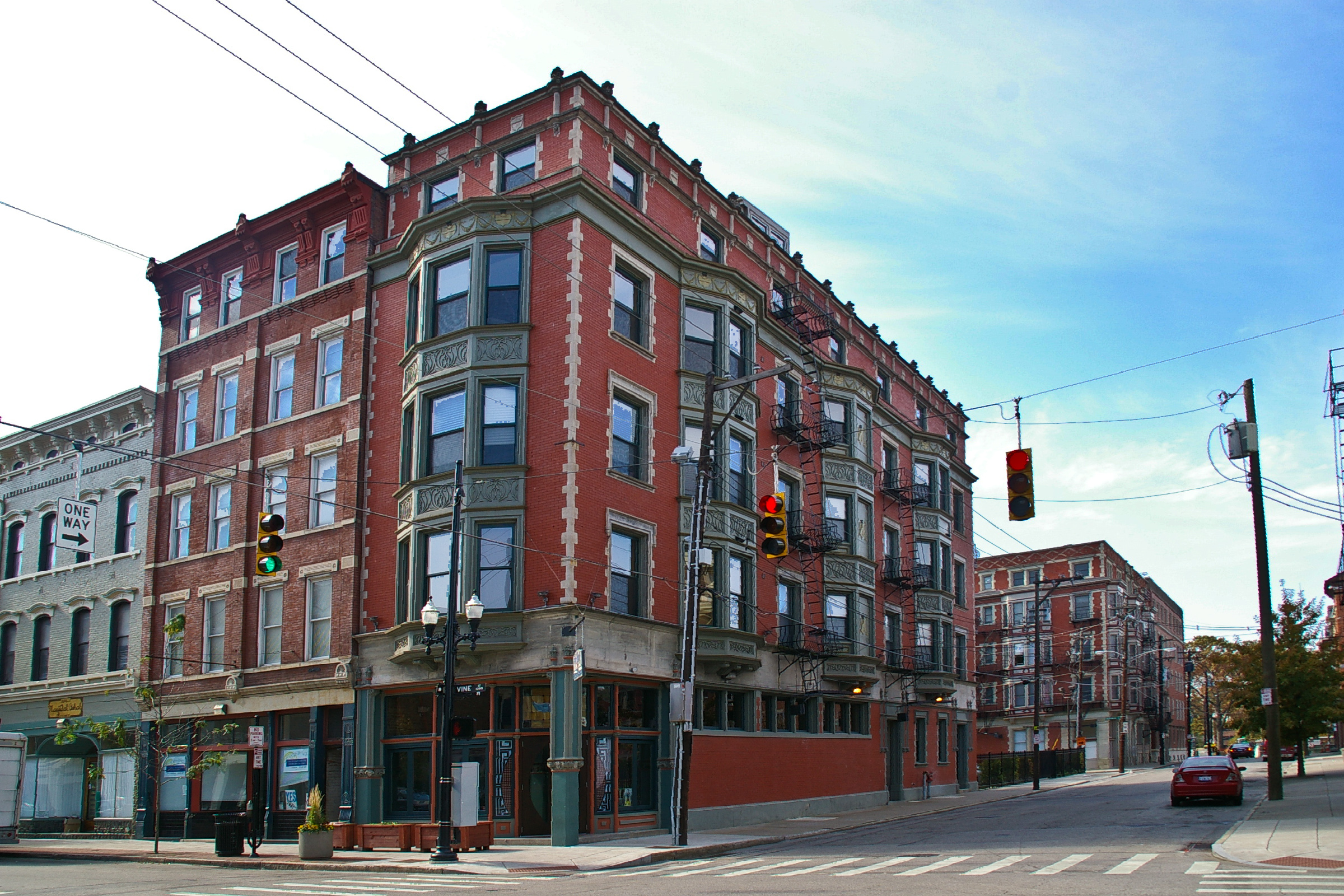
Le district historique